# Engystomops puyango
La rana bullanguera de Puyango (Engystomops puyango) es una especie de anfibio anuro de la familia Leptodactylidae.

## Distribución geográfica y hábitat
Es endémica de las provincias de El Oro y Loja (Ecuador). Su rango altitudinal oscila entre 320 y 1291 m s. n. m..